# Phylloscopus laetus
El mosquitero carirrojo (Phylloscopus laetus) es una especie de ave paseriforme de la familia Phylloscopidae endémica de la región de los Grandes Lagos de África. Forma una superespecie de aves junto al cercano mosquitero gorgigualdo y el mosquitero de Laura.

## Descripción
El mosquitero carirrojo es un pájaro de tamaño mediano (11  cm), su plumaje es verdoso por encima con un vientre y el obispillo de un color blanquecino pálido, además de poseer una cara rojiza que es distintiva.

## Distribución y hábitat
Habita únicamente al oeste de la región de los Grandes Lagos de África. Se reconocen dos subespecies, la subespecie nominal P. l. laetus que se extiende desde el oeste de Uganda y el oeste de la República Democrática del Congo, al sur a través del sureste de Uganda, el oeste de Ruanda y el oeste de Burundi. 
La segunda subespecie, P. l. schoutedeni, tiene una distribución más restringida, quedando confinada al monte Kabobo al este de la República Democrática del Congo. Es una de las varias especies conocidas como endémicas del Valle del Rift de Albertina. En general, la especie tiene una área disponible total de 77.000 kilómetros cuadrados (29000 sq mi). Su hábitat natural es el bosque altiplano de entre 1200-3100  m, conformado principalmente por bambú.

## Comportamiento
Poco se sabe sobre el comportamientos sexual de esta especie. Generalmente colocan desde dos a tres huevos en un nido de bola suspendido en un enredo de ramas de arbustos y árboles de (hasta 10 m sobre el suelo). Ambos padres cuidan a los jóvenes. Los mosquiteros carirrojos se alimentan de insectos y otros invertebrados, particularmente mosquitos, escarabajos y arañas. Cazan en parejas y en ocasiones se unen a pequeños grupos para alimentarse.

## Conservación
No se considera que las actividades humanas amenacen a los mosquiteros carirrojos. Estos son edemémicos de una zona reducida pero son aves relativamente comunes en esta.